# Rejon chajbulliński
Rejon chajbulliński (ros. Хайбуллинский район) – jeden z 54 rejonów w Baszkortostanie. Stolicą regionu jest Akjar.
100% populacji stanowi ludność wiejska, ponieważ w regionie nie ma żadnego miasta.